# Shelby County (Alabama)
Shelby County is een county in de Amerikaanse staat Alabama.
De county heeft een landoppervlakte van 2.058 km² en telt 143.293 inwoners (volkstelling 2000). De hoofdplaats is Columbiana.

## Bevolkingsontwikkeling

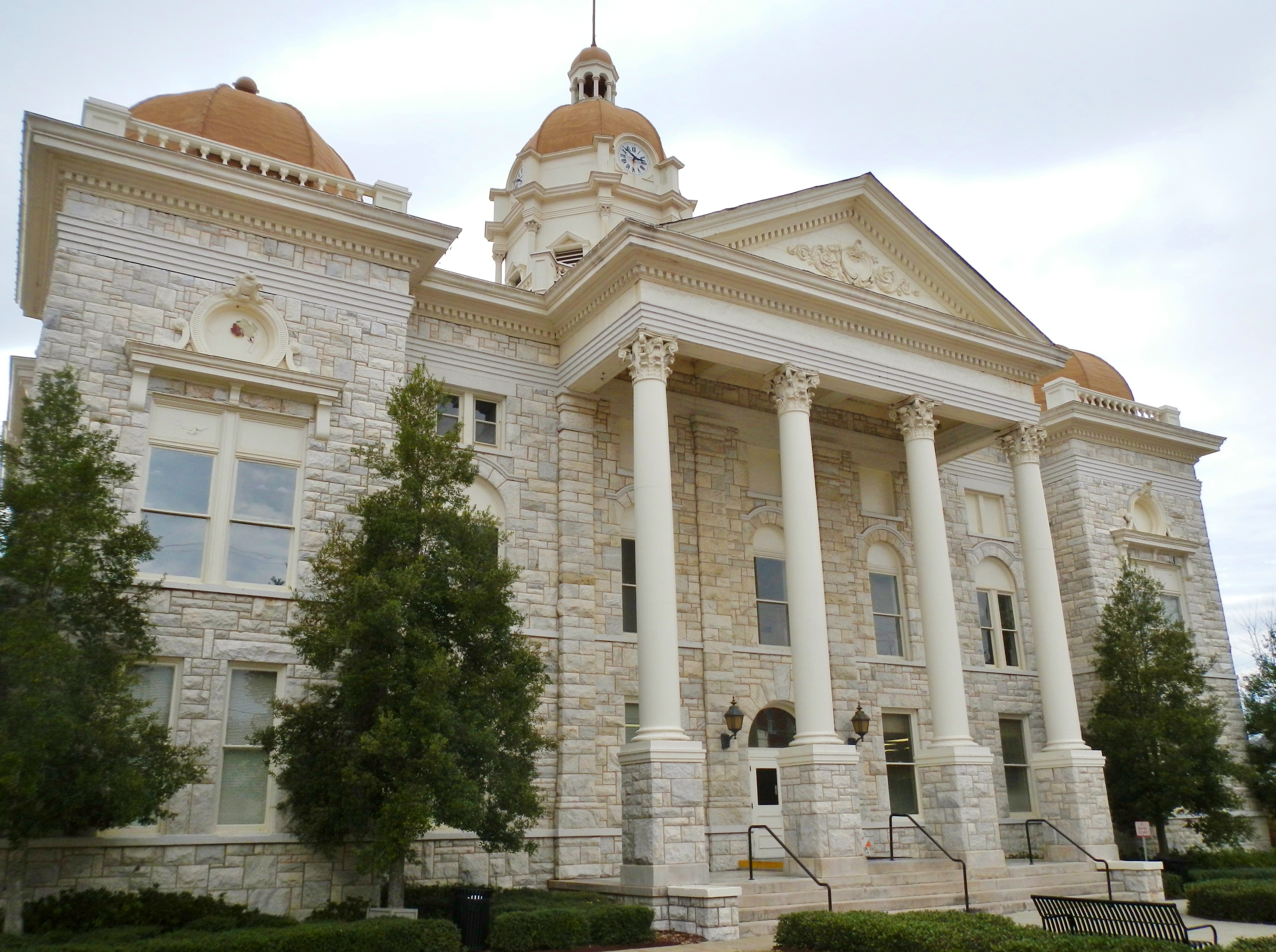
Shelby County Courthouse